# Alcicornium
Alcicornium es un género de helechos perteneciente a la familia  Polypodiaceae.Comprende 15  especies descritas y de estas, solo 2 aceptadas.

## Taxonomía
Alcicornium fue descrito por Gaudich. ex Underw. y publicado en Memoirs of the Torrey Botanical Club 6: 275. 1899.

## Especies aceptadas
A continuación se brinda un listado de las especies del género Alcicornium aceptadas hasta agosto de 2014, ordenadas alfabéticamente. Para cada una se indica el nombre binomial seguido del autor, abreviado según las convenciones y usos.
- Alcicornium sumbawense (H. Christ) H. Christ
- Alcicornium wallichii (Hook.) Underw.